# 543 (numero)
Cinquecentoquarantatré (543) è il numero naturale dopo il 542 e prima del 544.

## Proprietà matematiche
- È un numero dispari.
- È un composto da 4 divisori: 1, 3, 181 e 543. Poiché la somma dei suoi divisori (escluso se stesso) è 185 < 543, è un numero difettivo.
- È un numero semiprimo.
- È un numero palindromo nel sistema di numerazione posizionale a base 11 (454) e in quello a base 12 (393).
- È un numero congruente.
- È parte delle terne pitagoriche (57, 540, 543), (543, 724, 905), (543, 16376, 16385), (543, 49140, 49143), (543, 147424, 147425).

## Astronomia
- 543 Charlotte è un asteroide della fascia principale del sistema solare.
- NGC 543 è un galassia lenticolare della costellazione della Balena.

## Astronautica
- Cosmos 543 è un satellite artificiale russo.